# Parcel locker

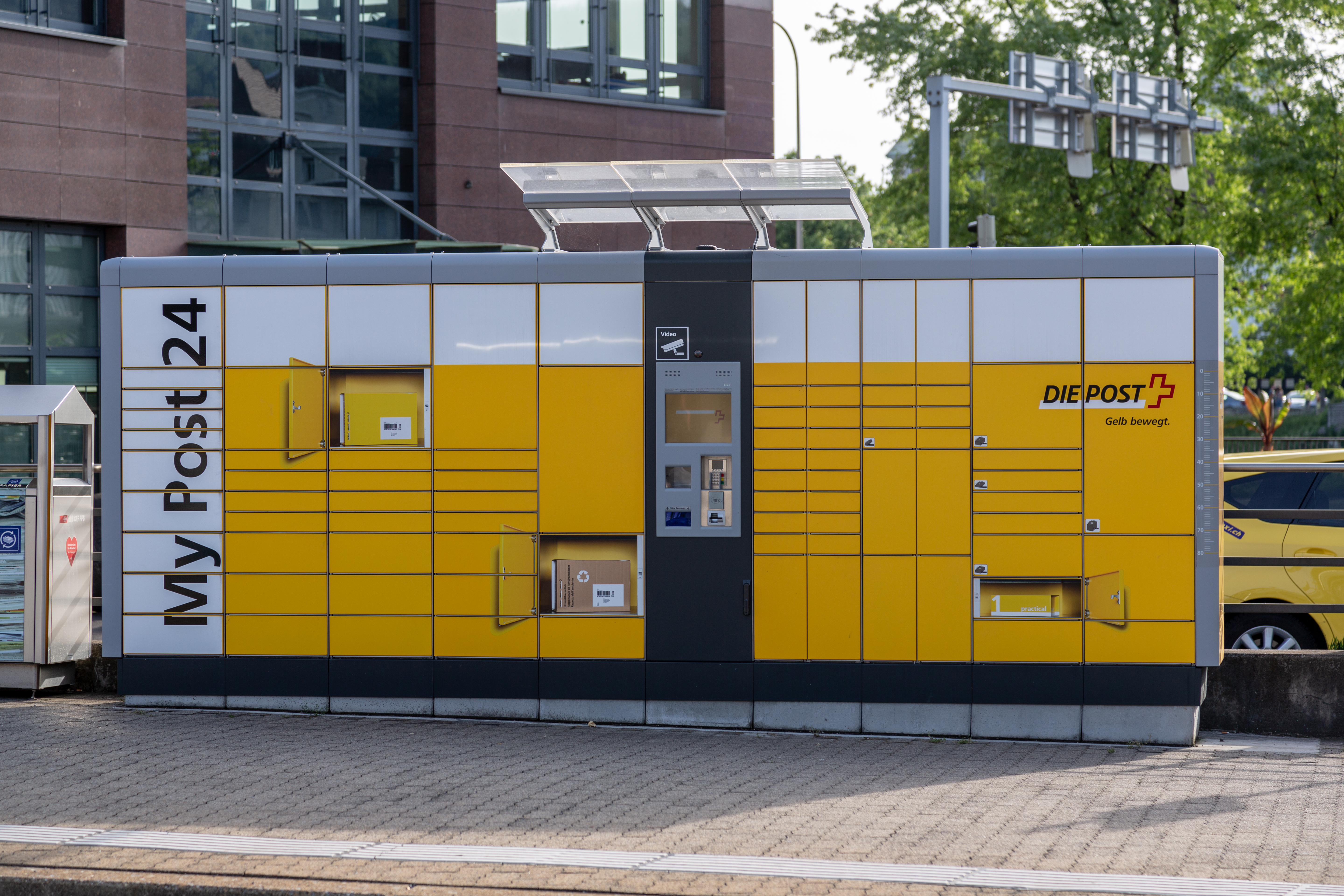
Um cacifo de encomendas na Suíça.

O armário automático, (em inglês Parcel Locker), é um armário inteligente, que permite a recolha de encomendas de forma autonoma pelos seus recipientes.

## Sistemas no mundo

### Europa

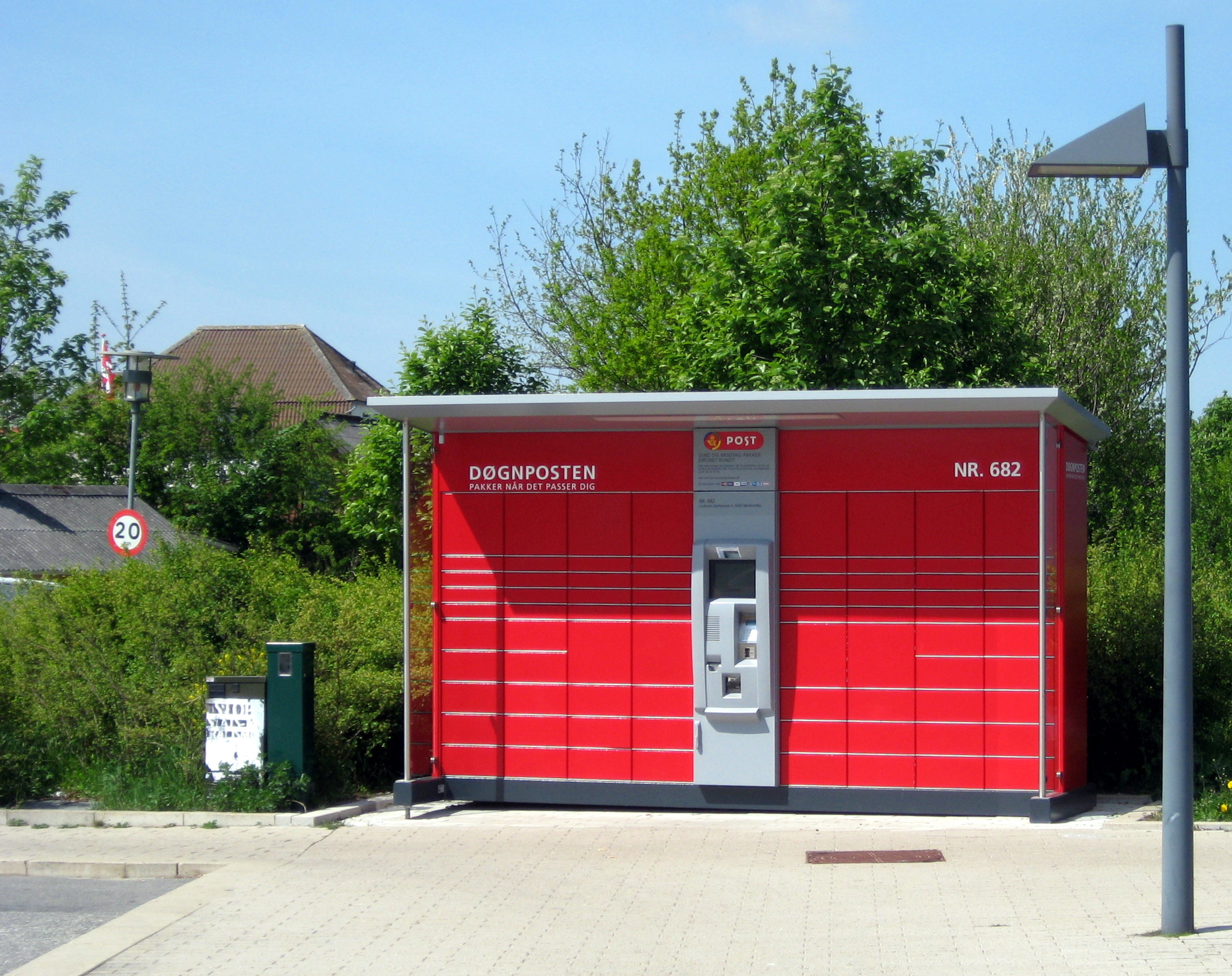
Uma estação Døgnpost na Dinamarca

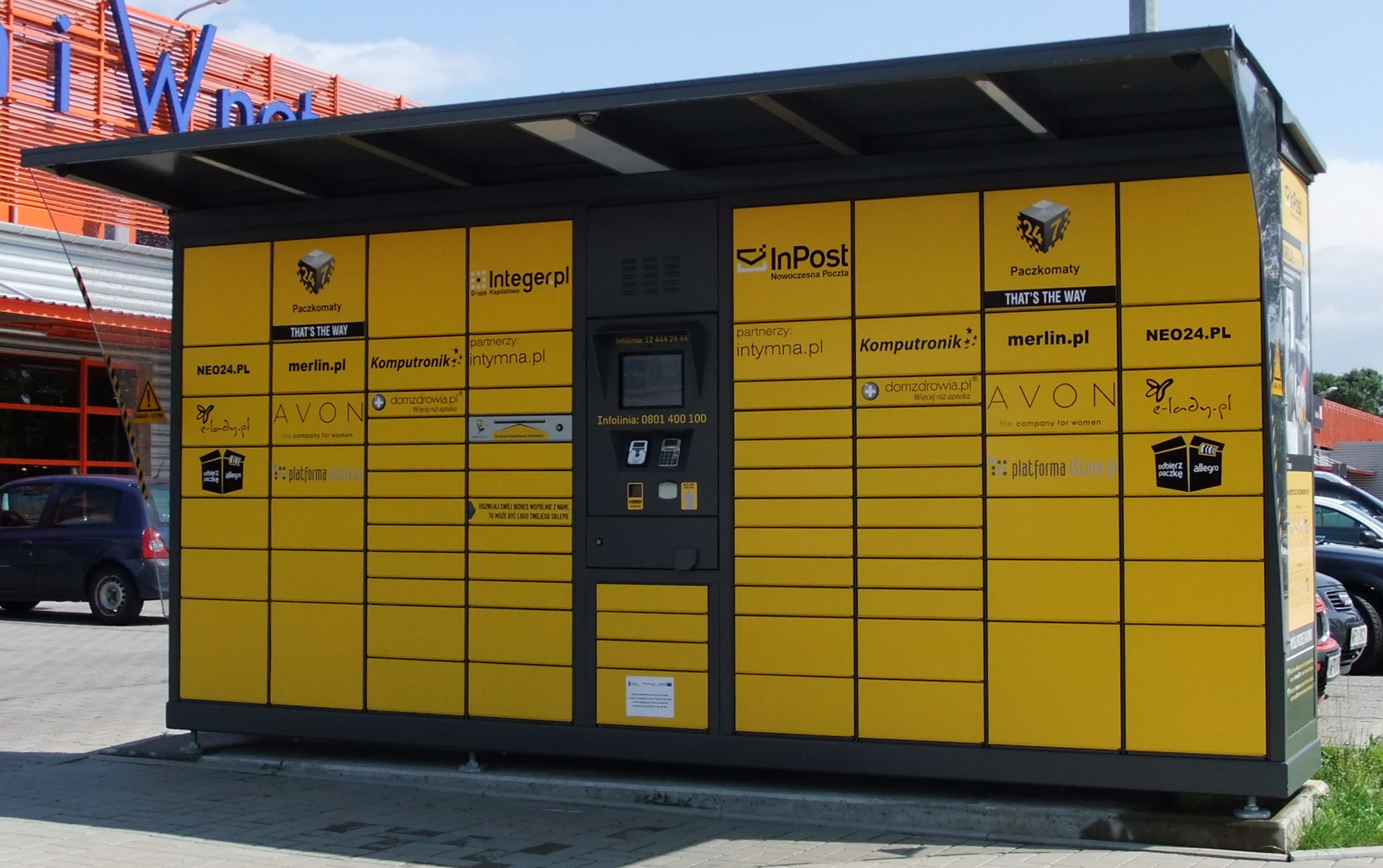
Paczkomaty 24/7 na Polônia

Packstation é um serviço criado pela DHL Parcel Germany, uma unidade de negócios da divisão Mail da Deutsche Post, na Alemanha e em outros países (por exemplo, na Itália ). Começou como um projeto piloto em 2001 e foi rapidamente expandido. Existem 3.000 máquinas Packstation na Alemanha e 90% das pessoas que vivem na Alemanha estavam a dez minutos de uma DHL Packstation. Apenas encomendas e cartas comuns entregues pela Deutsche Post podem ser entregues nas Packstations. Além disso, a Deutsche Post permite que a sua filial DHL Express Germany insira um número limitado de encomendas expresso . Packstations foram originalmente fabricados pela empresa austríaca KEBA com novas estações desenvolvidas pela DHL Paket em conjunto com a Polygon.
O Österreichische Post da Áustria introduziu um serviço praticamente idêntico chamado Post.24-Station em novembro de 2006. Os equipamentos são fabricados pela mesma empresa que fabrica os packstations, KEBA . Em Viena, foram erguidas estações em supermercados, postos de gasolina e correios que podem ser facilmente alcançados por transporte público.
Na República da Irlanda, o ParcelMotel é propriedade da empresa de entregas Nightline. O ParcelMotel opera desde 2012 e possui 124 locais que oferecem mais de 10.000 slots de Parcel Lockers em toda a República da Irlanda. O ParcelMotel também oferece um endereço no Reino Unido para entrega de encomendas que permite aos clientes na Irlanda aproveitar a entrega gratuita no Reino Unido. Eles também oferecem serviços de devolução pagos gratuitos/empresariais, entrega de motel a motel a preços especiais e um serviço de envio de encomendas.
Uma empresa chamada SmartPOST, administrada pelo grupo finlandês Posti, opera uma rede de terminais de encomendas de autoatendimento na Finlândia e na Estônia. Os terminais estão localizados em shopping centers e outros locais públicos. Eles permitem que os clientes enviem e recebam encomendas e paguem por elas no ponto de recolha. Há um terminal para cada estoniano em um raio de 15 minutos de carro. Os terminais de encomendas foram introduzidos na Finlândia em 2011. Os terminais de encomendas e o software que executa o sistema são fabricados na Estônia pela Cleveron .
Além disso, a empresa letã, PostService, opera uma rede de 39 terminais de autoatendimento de encomendas na Letônia, chamada Mana pasta stacija (em inglês: My Post Station). Os terminais estão localizados em 27 cidades e vilas da Letônia. Os terminais são construídos e fabricados na Letônia pela própria PostService.
A empresa polonesa InPost opera uma rede de quase 20.000 terminais de autoatendimento de encomendas na Polônia chamada Paczkomaty 24/7. Os terminais estão localizados em shopping centers, estacionamentos e postos de abastecimento de combustível. Os terminais permitem aos clientes enviar e receber encomendas. No Reino Unido, operam cacifos com a marca «InPost», que se encontram em vários locais, incluindo postos de abastecimento de combustível e supermercados . Segundo a empresa, eles estão "estrategicamente localizados em áreas urbanas onde as pessoas trabalham, fazem compras e se divertem".
Na Rússia, os armários de encomendas ganharam muita popularidade, com várias grandes empresas oferecendo esse serviço. Entre eles estão: Logibox, PickPoint, QIWI Post, EMS Russian Post, Yandex Market e Russian Post .
Na França, os armários de encomendas são um segmento de rápido crescimento com as principais empresas do mercado sendo: InPost, Amazon e Vinted .
O Vinted Go (serviço de logística da Vinted) foi lançado na França em julho de 2022 e colocará mais de 13.000 Parcel Lockers em todo o país, criando a maior rede da França e outra das maiores do mundo. Os Lockers são fabricados pela empresa portuguesa Bloq.it, e estão distribuídos por cadeias de retalho de âmbito nacional como Franprix, Carrefour e lojas CASINO.

### Américas

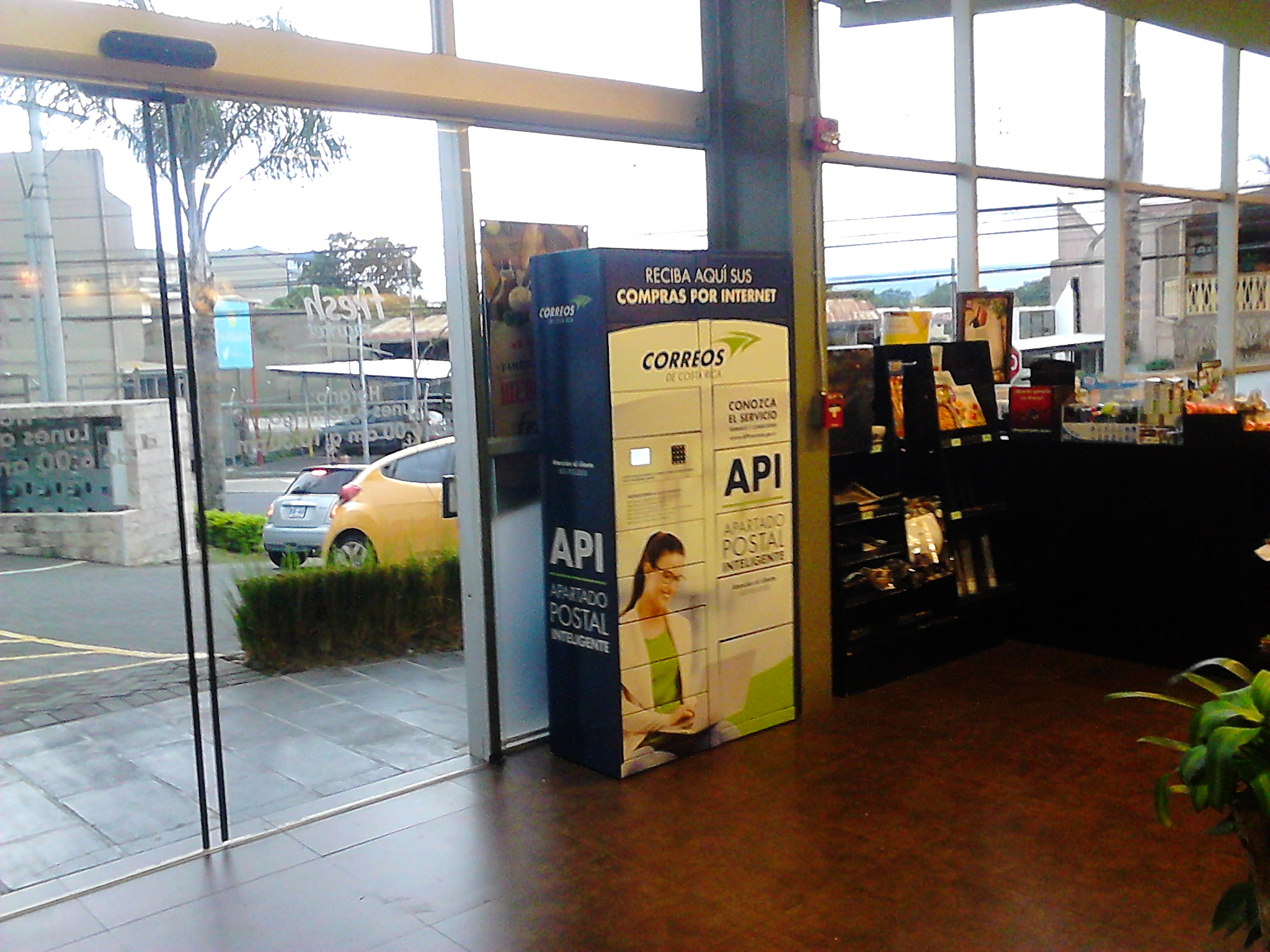
Armário API Inteligente na Costa Rica.

A empresa canadense BufferBox, que foi adquirida pelo Google em novembro de 2012, opera um sistema semelhante em Ontário. No entanto, o serviço foi suspenso e uma mensagem em sua página inicial mostra que a empresa está se concentrando no Google Express Checkout. Quando a pandemia chegou no início de 2020, os varejistas se esforçaram para encontrar maneiras de atender à demanda do consumidor por seus produtos e, ao mesmo tempo, gerenciar os custos de entrega de última milha, margens gerais e manter soluções sem contato. A Parcel Lockers começou a suprir essa necessidade com empresas como a ParcelPort Solutions, com sede em Toronto, ON, usando tecnologia para reduzir custos logísticos e oferecer uma opção sem atrito e sem contato para os clientes.
Os Amazon Lockers são um serviço semelhante específico para entregas realizadas por meio do varejista on-line Amazon.
O Serviço Postal dos Estados Unidos lançou um serviço semelhante chamado "gopost" (em letras minúsculas) com a instalação em agosto de 2014 de 17 armários na cidade de Nova York e Washington, DC
Correos de Costa Rica oferece um serviço semelhante com máquinas de entrega automatizadas localizadas em vários supermercados. O programa de testes começou em julho de 2017. As máquinas são fabricadas na Costa Rica. Em 2018, foi iniciada a operação do sistema de armário inteligente conhecido como API. Os armários API são fabricados pela própria Correos de Costa Rica. A rede tem 102 localidades em toda a Costa Ríca. Com mais expansão no futuro próximo.

### Ásia
Uma empresa de entregas chamada Parzel Express introduziu máquinas de entrega automatizadas nos Emirados Árabes Unidos em 2011, fabricadas pela KEBA .

### Austrália e Oceania
Australia Post oferece um serviço semelhante com instalações localizadas em ou perto de várias agências de correios.